# Раушенбах Борис Вікторович
Бори́с Ві́кторович Раушенба́х (18 січня 1915 — 27 березня 2001) — радянський і російський спеціаліст у галузі ракетно-космічної техніки, академік АН СРСР (з 1984), академік РАН, лауреат Ленінської премії (1960).

## Біографія
Народився у сім'ї інженера. Батько — з німців Поволжя. Мати, Леонтіна Фрідріховна, уроджена Галлік — з естонських німців.
У 1932 році вступив до Ленінградського інституту інженерів цівільного повітряного флоту, захоплювався планеризмом. В Коктебелі, традиційному місці зустрічі планеристів, Борис Раушенбах вперше зустрівся з Сергієм Корольовим. Надалі це знайомство переросло у співробітництво у ракетній і космічній техніці.
За місяць до Другої світової війни 24 травня 1941 р. одружився з Вірою Іванченко, яка вчилася на історичному фаультеті МГУ.
З осені 1941 року працював у оборонній промисловості.
В березні 1942 року Раушенбаха як німця направили у трудовий табір в Нижньому Тагілі. Там на нього звернув увагу авіаконструктор генерал В. Ф. Болховитинов. Келдиш Мстислав Всеволодович добився повернення Раушенбаха в науку і ракетну справу. В 1948 році він повернувся до Москви. У 1949 році захистив кандидатську, в 1958 році — докторську дисертації. У Келдиша розробляв теорію вібраційного горіння, акустичних коливань у прямоточних двигунах.
У 1955–1959 рр., перейшовши на роботу до С. П. Корольова, виконав піонерські роботи по орієнтації космічних кораблів. У 1960 році здобув Ленінську премію за роботи по фотографуванню зворотного боку Місяця. Менш ніж за 10 років під його керівництвом створено системи орієнтації й корекції міжпланетних автоматичних станцій «Марс», «Венера», «Зонд», супутників зв'язку «Молния» та інш.
У 1960 р. брав активну участь у підготовці до польоту першого космонавта — Юрія Гагаріна.
У 1966 р. обраний членом-кореспондентом, а в 1986 р. — академіком Академії наук СРСР.

## Нагороди та звання
Борис Вікторович Раушенбах був дійсним членом Міжнародної академії астронавтики, Академії космонавтики імені Ціолковського. лауреат Ленінської премії (1960).

## Твори
Англійською:
- Rauschenbach, Boris V., «Hermann Oberth: The Father of Space Flight 1894—1989», West Art Pub, 1994, ISBN 0914301144
- Rauschenbach, Boris V., «On My Concept of Perceptual Perspective that Accounts for Parallel and Inverted Perspective in Pictorial Art», Leonardo, Oxford, vol.16, no.1, Winter 1983,
- Rauschenbach, Boris V., «The Rocket Flight Stability Problem: A History of Misconceptions», 30th History of Rocketry and Astronautics, 1996, ISBN 0-87703-498-2

Російською:
- Раушенбах Б. В. Вибрационное горение, М., 1961г.
- Раушенбах Б. В. Управление ориентацией в космических аппаратах, М., 1974
- Раушенбах Б. В. Системы перспективы в изобразительном искусстве. Общая теория перспективы. — М., 1986
- Раушенбах Б. В. Пространственные построения в живописи. — М., 1980
- Раушенбах Б. В. Геометрия картины и зрительное восприятие. — М., 1994, ISBN 5-352-00001-X
- Раушенбах Б. В. Герман Оберт (1894—1989) М., 1993. ISBN 5-02-006992-2
- Раушенбах Б. В. Пристрастие, — М., 1997, ISBN 5-7784-0020-9
- Раушенбах Б. В. Постскриптум (воспоминания). — М., 1999 ISBN ISBN 5-7784-0185-X
- Раушенбах Б. В. Праздные мысли. — М., 2000